# Грегори (Оклахома)
Грегори (енгл. Gregory) насељено је место без административног статуса у америчкој савезној држави Оклахома.

## Демографија
По попису из 2010. године број становника је 171, што је 21 (14,0%) становника више него 2000. године.
| Група             | 2000.       | 2010.       |
| Белци             | 123 (82,0%) | 113 (66,1%) |
| Афроамериканци    | 0 (0,0%)    | 0 (0,0%)    |
| Азијати           | 1 (0,7%)    | 25 (14,6%)  |
| Хиспаноамериканци | 2 (1,3%)    | 12 (7,0%)   |
| Укупно            | 150         | 171         |